# Кайдзю

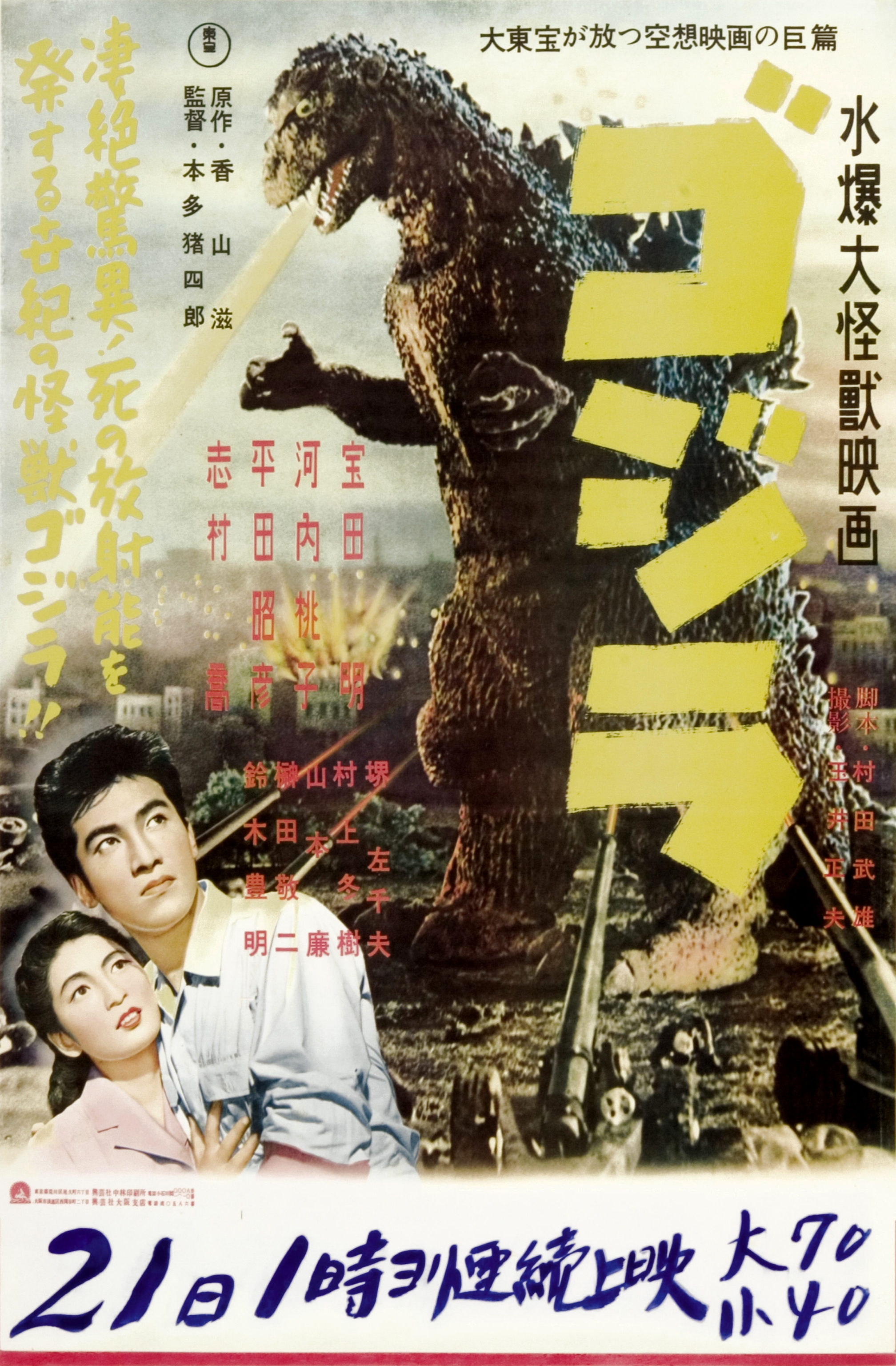
Дайкайджю Ґодзілла з однойменного фільму 1954 року

Кайджю (яп. 怪獣, кайджю, транслітерація латиницею — Kaijū) — поняття з японського кінематографа, що традиційно перекладається як «монстр», а дослівно означає «дивний звір». Зазвичай використовується в жанрі токусацу. Пов'язані терміни включають: кайджю ейга (яп. 怪獣映画, кайджю ейга, т. л. — Kaijū eiga) — фільм про «кайджю»; кайджін (яп. 怪人, кайджін, т. л. — Kaijin), що належить до гуманоїдних монстрів, і дайкайджю (яп. 大怪獣, дайкайджю, т. л. — Dai kaijū) — «гігантський монстр», що означає найрізноманітніші види монстрів.
Найвідоміший кайджю — це Ґодзілла. Серед інших добре відомих кайджю: Мотра, Ангірус, Родан, Гамера, Кінґ Ґідора, Кінг-Конг і Кловер. Термін ультра-кайджю (яп. ウルトラ怪獣, ультра-кайджю, т. л. — Urutora kaijū) — ця скорочена назва для ультрамонстрів в «Ультра Серії».

## Історія
Перший кайджю в кіно був натхненний саме американською кінопродукцією і з'явився задовго до того, як з'явився клас подібних фільмів. Після величезного успіху «Кінг-Конга» в Японії в 1933 році в країні відразу ж з'явився свій Кінг-Конг, японський, в короткометражному фільмі «Японський Кінг-Конг». У 1938 році без згоди студії, що володіє правами на Кінг-Конга, в 1938 році в Японії вийшов і повнометражний фільм «Кінг-Конг в Едо», де Кінг-Конг, значно змінений в порівнянні із західним побратимом та оживлений не за допомогою покадрової анімації, а людиною в костюмі, атакував середньовічний Токіо (тоді Едо). Обидва японські фільми про велетенську мавпу зараз вважаються втраченими, але саме вони задовго до появи «Ґодзілли» започаткували цілу культуру японського фільму про велетенських монстрів.
Сам Ґодзілла з'явився також не без допомоги Кінг-Конга. У 1952 році в США «Кінг-Конг» повторно вийшов у прокат, і його успіх змусив студії розглянути можливість створення нового фільму про велетенського монстра. Таким фільмом став «Чудовисько з глибини 20 000 фатомів», де динозавр, що вмерз в арктичний лід, оживає після вибуху ядерної бомби в рамках випробувань, і прямує до свого дому, на місці якого зараз, на нещастя, розташований Нью-Йорк. У Японії в 1954 році виходить «Ґодзілла», який не лише став одним з найпопулярніших та впізнаваних кіномонстрів на планеті, але й породив жанр kaijū eiga, тобто фільми з велетенськими монстрами.

## Концепція
Кайджю зазвичай змодельовані з реальних тварин або міфологічної істоти. Проте існує декілька екзотичних прикладів. У «Choujin Sentai Jetman» показані монстри на основі світлофорів, кранів та помідорів. «Kamen Rider Super-1» включає цілу армію монстрів на основі побутових предметів, таких як парасольки та сходи.
В той час, як термін «Кайджю» на Заході використовується для опису монстрів з токусацу та японського фольклору, такі монстри як вампіри, перевертні, Чудовисько Франкенштейна, мумії та зомбі ризикують незабаром також потрапити до цієї категорію. Наприклад, Чудовисько Франкенштейна вже побувало кайджю у фільмі «Франкенштейн проти Барагона», створеному компанією «Toho».
Кайджю зазвичай зображаються як гарматне м'ясо на службі більшого зла. Деякі кайджю — це елітні воїни, які служать «правою рукою» у якогось великого лиходія та бувають знищені силами героїв. Інші мають нейтральний світогляд і несуть руйнування тільки в стані люті. У ранні роки токусацу «героїчних» монстрів можна було побачити лише у фільмах «Daikaiju Eiga» і ніколи пізніше аж до початку виробництва телевізійних токусацу, які почали використовувати кайджю як помічника головного героя, що рятує цивільних, або що демонструє деяку подібність повноцінної особистості. Ці кайджю перейняли багато класичних рис монстра, з'являючись як «незрозуміла істота». Деякі кайджю тиняються біля героїв, викликаючи комедійні моменти, на відміну від «похмурішого» підходу до цих персонажів з боку старіших франчайзів, наприклад «Kamen Rider Series».

## Творці фільмів Кайджю

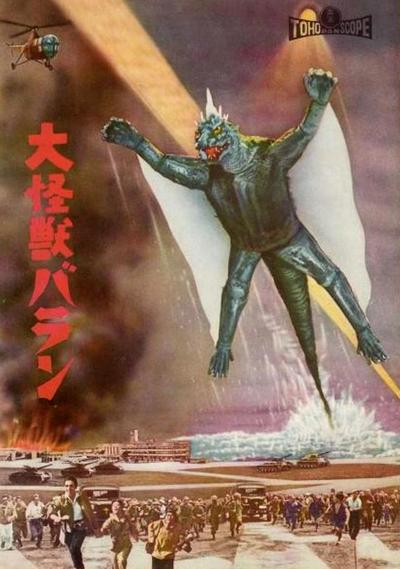
Кайджю Варан на постері фільму «Великий монстр Варан» 1958 року

- Toho Company Ltd.
- Kadokawa Pictures
- Daiei Film

## Класичні Кайджю-фільми
- «Кінг Конг» (1933)
- «Син Конга»
- «Чудовисько з глибини 20 000 сажнів»
- «Ґодзілла» (1954)
- «Ґодзілла знову нападає»
- «Гамера»
- «Родан»
- «Містеріани»
- «Горго»
- «Мотра» (1961)
- «Великий монстр Варан»
- «Кінг Конг проти Ґодзілли»
- «Горас»
- «Атрагон»
- «Догора»
- «Франкенштейн проти Барагона»

## Нові фільми з Кайджю
- «Глибоководний монстр Рейго проти лінкора Ямато»
- «Монстро»
- «Глибоководний монстр Райга»
- «Тихоокеанський рубіж»
- «Ґодзілла» (2014)
- «Ґодзілла» (2016)
- «Ґодзілла: Планета монстрів»
- «Конг: Острів Черепа»
- «Ґодзілла: Місто на грані битви»
- «Ґодзілла: Пожиратель планет»
- «Тихоокеанський рубіж: Повстання»
- «Ґодзілла 2: Король монстрів»
- «Ґодзілла проти Конга»
- «Райга проти Оуги»